# Le Coup de feu
Pour plus de détails, voir Fiche technique et Distribution.
Le Coup de feu (Schussangst) est un film allemand réalisé par Dito Tsintsadze, sorti en 2003.

## Fiche technique
- Titre original : Schussangst
- Titre français : Le Coup de feu
- Réalisation : Dito Tsintsadze
- Scénario : Dito Tsintsadze et Dirk Kurbjuweit d'après le roman de ce dernier
- Photographie : Manuel Mack
- Musique : Dito Tsintsadze et Giorgi Tsintsadze
- Pays de production : Allemagne
- Genre : drame
- Durée : 105 minutes
- Date de sortie : 2003

## Distribution
- Fabian Hinrichs : Lukas Eiserbeck
- Lavinia Wilson : Isabella
- Johan Leysen : Romberg
- Ingeborg Westphal : Sieveking
- Rudolf W. Marnitz : Beckmann
- Thorsten Merten : Krausser
- Axel Prahl : l'homme mort dans la rivière
- Christoph Waltz : Johannsen
- Lena Stolze : la mère d'Isabella
- Charlotte Roche (non créditée)